# Yann Guyader
Yann Guyader (* 24. Juli 1984 in Nantes) ist ein französischer Inline-Speedskater. Er begann im Alter von acht Jahren mit dem Inlineskaten. Sein Großvater, der ein Sportgeschäft in Nantes hatte, und sein Vater waren ebenfalls Skater.
Er ist mehrfacher Welt- und Europameister, mehrfacher Gewinner des World Inline Cup und einer der weltweit erfolgreichsten Inline-Speedskater aller Zeiten.
Von 2003 bis 2005 startete Guyader für das Mariani World Team. 2006 wechselte er zu Powerslide, wo er sechs Jahre für verschiedene Teams antrat. Seit 2012 startet Guyader für das EO Skates World Team.
Er ist seit dem 15. Juli 2011 mit der kolumbianischen Speedskaterin Cecilia Baena Guyader verheiratet.

## Palmarès
- 2004
  - EM in Heerde
    - Bronze 5.000 m Punkte (Bahn)
- 2005
  - EM in Jüterbog
    - Gold 15.000 m Auss. (Bahn) und Gold 10.000 m Staffel (Straße)

  - WM in Suzhou
    - Silber 10.000 m Punkte (Bahn)
- 2006
  - EM in Cassano d’Adda
    - Gold 10.000 m Punkte-Auss. (Bahn), 10.000 m Punkte (Straße), Gold 20.000 m Auss. (Straße) und 10.000 m Staffel (Straße)

  - WM in Anyang
    - Gold 5.000 m Staffel (Bahn)
    - Silber Marathon

  - World Inline Cup
    - 6. Platz Gesamtweltcup

  - Sieger 3-Pisten Wettkampf in Frankreich
- 2007
  - EM in Estarreja und Ovar
    - Gold 10.000 m Punkte-Auss. (Bahn), Gold 15.000 m Auss. (Bahn), Gold 3.000 m Staffel (Bahn), Gold 20.000 m Auss. (Straße) und 5.000 m Staffel (Straße)

  - WM in Cali
    - Gold 10.000 m Punkte (Straße)
    - Bronze 10.000 m Punkte-Auss (Bahn) und 5.000 m Staffel (Straße)

  - World Inline Cup
    - 4. Platz Gesamtweltcup
- 2008
  - EM in Gera
    - Gold 15.000 m Auss. (Bahn), 3.000 m Staffel (Bahn) und Marathon
    - Silber 10.000 m Punkte-Auss. (Bahn), 10.000 m Punkte (Straße) und 20.000 m Auss. (Straße)

  - WM in Gijón
    - Gold 10.000 m Punkte-Auss (Bahn)
    - Bronze 20.000 m Auss. (Straße)

  - World Inline Cup
    - Sieger Gesamtweltcup

  - Sieger 3-Pisten Wettkampf in Frankreich
- 2009
  - World Games in Kaohsiung
    - Gold 10.000 m Punkte-Auss. (Bahn)
    - Silber 15.000 m Auss. (Bahn)

  - World Inline Cup
    - 2. Platz Gesamtweltcup

  - 2. Platz Berlin-Marathon
  - Sieger 3-Pisten Wettkampf in Frankreich
- 2010
  - World Inline Cup
    - Sieger Gesamtweltcup

  - Sieger XRace
  - Sieger 3-Pisten Wettkampf in Frankreich
- 2011
  - EM in Heerde und Zwolle
    - Gold 3.000 m Staffel (Bahn) und Marathon
    - Silber 10.000 m Punkte-Auss. (Bahn), 20.000 m Auss. (Straße) und 5.000 m Staffel (Straße)

  - World Inline Cup
    - 3. Platz Gesamtweltcup

  - Sieger Berliner Halbmarathon und Köln-Marathon
  - Sieger 3-Pisten Wettkampf in Frankreich
- 2012
  - German-Inline-Cup
    - Sieger Gesamtwertung
    - Sieger Mittelrhein Marathon und Geisingen Halbmarathon

  - World Inline Cup
    - Sieger Gesamtweltcup
    - Sieger Rennes und Incheon
    - 2. Platz Dijon und Jeonju

  - Sieger 3-Pisten Wettkampf in Frankreich
- 2013
  - World-Inline-Cup
    - Sieger Gesamtweltcup
    - Sieger Ostrava
    - 2. Platz Incheon, Dijon

  - German-Inline-Cup
    - Sieger XRace, Geisingen HM, Köln-Marathon
    - 3. Platz Gesamtwertung

  - Sieger 3-Pisten Wettkampf in Frankreich
- 2014
  - World-Inline-Cup
    - Sieger Gesamtweltcup
    - Sieger Incheon
    - 2. Platz Ostrava
    - 3. Platz Dijon

  - German-Inline-Cup
    - 2. Platz Mittelrhein Marathon